# I successi di Raffaella Carrà (album 1974)
I successi di Raffaella Carrà è la prima raccolta italiana di Raffaella Carrà, pubblicata nel 1974.

## Descrizione
Si tratta di una Compilation a prezzo economico, non promossa dalla cantante, pubblicata dalla RCA International soltanto in formato MC e Stereo8 (TCS1 1014) e distribuita solo in Italia.
Nel 1994 è stata ristampata su CD e MC, ancora dalla RCA e limitatamente al mercato italiano, per la serie Music Market.
La nuova edizione mantiene la stessa foto di copertina della precedente, ma ha una tracklist ampliata, pur contenendo sempre brani tratti dal repertorio della RCA Italiana, etichetta con cui la cantante aveva inciso i suoi primi tre album (1970-1972). Nessun inedito.
Mai pubblicata in formato digitale e sulle piattaforme streaming.
Da non confondersi con la raccolta di egual titolo della serie Lineatre del 1978.

## Tracce
Versione Stereo8 - 1974 (RCA TCS1 1014)
Edizioni musicali RCA Italiana se non indicato altrimenti.
1. Era solo un mese fa – 5:07 (testo: Antonio Amurri – musica: Marcello De Martino)
2. Pensami (Who Are We) – 3:13 (testo: Climax,[4] Gianni Boncompagni – musica: James Last; edizioni musicali Alfiere)
3. Close to You – 3:43 (Hal David, Burt Bacharach)
4. Perdono, non lo faccio più – 1:56 (testo: Gianni Boncompagni – musica: Franco Pisano)
5. T'ammazzerei – 2:59 (testo: Antonio Amurri – musica: Gianni Boncompagni)
6. Tuca tuca – 2:38 (testo: Gianni Boncompagni – musica: Franco Pisano)
7. Maga Maghella – 2:45 (testo: Castellano e Pipolo[5] – musica: Franco Pisano)
8. I Say a Little Prayer – 3:08 (Hal David, Burt Bacharach; edizioni musicali Accordo)
9. Dudulalà – 2:38 (testo: Climax, Gianni Boncompagni – musica: Eduardo Carballo, Carlos Levin; edizioni musicali BMG Relay)
10. Chissà chi sei (Sookie Sookie) – 2:25 (testo: Climax, Gianni Boncompagni – musica: Don Covay, Steve Cropper; edizioni musicali Ri-Fi)
11. Borriquito – 3:40 (Peret [6]; edizioni musicali Arabella)

Versione CD e MC - 1994 (BMG 74321186682)
Edizioni musicali BMG Ariola se non indicato altrimenti.
1. Ma che musica maestro – 3:16 (testo: Sergio Paolini, Stelio Silvestri – musica: Franco Pisano)
2. E penso a te – 4:02 (testo: Mogol – musica: Lucio Battisti; edizioni musicali Acqua Azzurra)
3. Gocce di pioggia su di me[7] (Raindrops Keep Fallin' on My Head) – 3:26 (testo: Hal David – musica: Burt Bacharach; edizioni musicali Accordo)
4. Reggae Rrrrr! – 2:35 (testo: Gianni Boncompagni – musica: Franco Pisano)
5. Chissà se va – 2:51 (testo: Castellano e Pipolo – musica: Franco Pisano)
6. Conta su di me (Footprints on the Moon) – 3:03 (testo: Climax, Gianni Boncompagni – musica: Johnny Harris; edizioni musicali Suvini Zerboni)
7. El Borriquito – 3:40 (Peret; edizioni musicali Arabella)
8. T'ammazzerei – 2:59 (testo: Antonio Amurri – musica: Gianni Boncompagni)
9. Accidenti a quella sera – 3:58 (Gianni Boncompagni)
10. Tuca tuca – 2:38 (testo: Gianni Boncompagni – musica: Franco Pisano)
11. Maga Maghella – 2:45 (testo: Castellano e Pipolo – musica: Franco Pisano)
12. Pensami (Who Are We) – 3:13 (testo: Climax, Gianni Boncompagni – musica: James Last; edizioni musicali Alfiere)